# Jacob van Staverden
Jacob van Staverden (Amersfoort, 1656 - Rome, na 1716) was een Nederlands kunstschilder. Rond zijn achttiende vertrok hij naar Rome waar hij zijn inkomen mede verdiende als lijfwacht van de paus. 

## Biografie
Zijn achternaam wordt ook wel geschreven als Van Staveren en als voornaam wordt ook wel Jacomo genoemd. In Italië ging hij door als Giacomo van Staverden en ook als Giacomo Vastavardon.
Zijn ouders waren Egbertus van Staverden en Margareta Hooft van Huysduynen. De Staverdens beroemden zich er op dat ze afstamden van het middeleeuwse riddermatige geslacht dat op hun bezitting kasteel Staverden, gelegen tussen Ermelo en Elspeet, de witte pauwen "bewaarde" van de Hertog van Gelre. De ouders van Margareta waren de zeer vermogende mr. Jacob Hooft en Margarita du Quesnoij. Jacob Hooft, naar wie Jacob van Staverden vernoemd werd, stamt af van de Haarlemse schepen familie van Joost Willem van Huijsduijnen en de Amsterdamse burgemeester en schepen familie van zijn moeder Margriet Goossendochter Hooft. Hij zich in Rome voor als een edelmans zoon van Amersfoort. Zijn opleiding kreeg hij waarschijnlijk tot 1672 van zijn plaatsgenoot Matthias Withoos, een schilder van stillevens en stadsgezichten die in Italië had gewerkt.

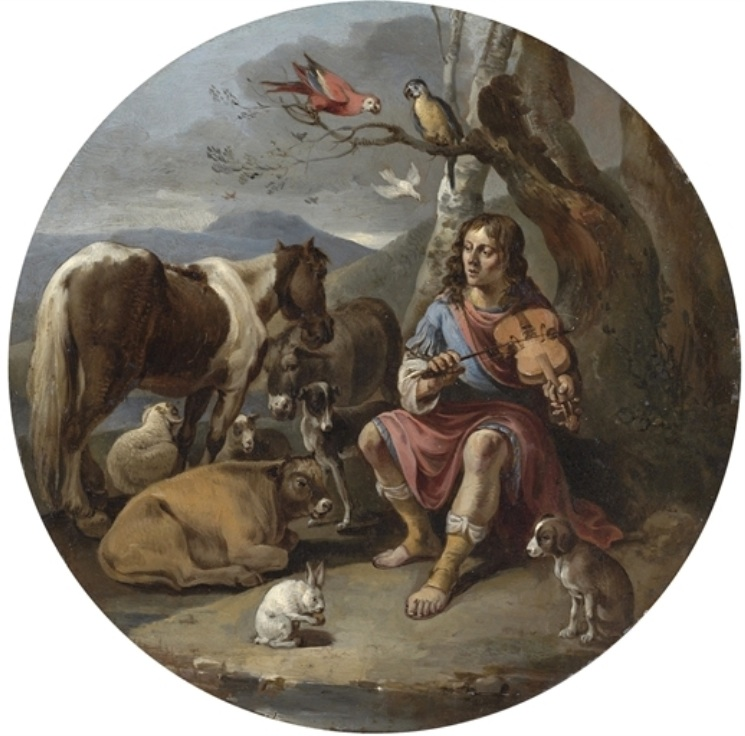
Orpheus, door Van Staverden

Details over Van Staverdens leven zijn schaars. Tot 1674 woonde en werkte hij in Amersfoort en in 1674 (vermoedelijk in het voorjaar) trok hij naar Rome met Gaspard van Wittel, ook een pupil van Withoos. Hier maakte hij deel uit van de kunstenaarsgroep die bekend werd onder de naam Bamboccianti. Uit maart 1686 en januari 1687 zijn akten bewaard gebleven waaruit blijkt dat hij opnieuw in Amersfoort verbleef en optrad als respectievelijk getuige en comparant.
In 1689 en in 1693-94 was hij opnieuw in Rome en woonde hij bij Van Wittel. Uit verkoopakten komt naar voren dat hij minimaal tot 1716 leefde; zijn beroep werd niet in deze akten vermeld. Ook toen woonde hij nog steeds in Rome. Wanneer hij is overleden, is niet bekend.
Volgens 17e-eeuws kunstenaar en kunstcriticus Jan van Gool was hij slechts een sober bloem- en fruitschilder die niet in staat was van zijn kunst te leven. Om zich te verzekeren van voldoende inkomen was hij in 1694 daarom ernaast in dienst getreden als lijfwacht van de paus.
- Biografisch Portaal: 53339932
- Digitale Bibliotheek voor de Nederlandse Letteren: stav021
- RKD-Nederlands Instituut voor Kunstgeschiedenis: 74764
- Union List of Artist Names: 500004285
- Virtual International Authority File: 95706875